# Пинско-Волынский добровольческий батальон
Пинско-Волынский добровольческий батальон (бел. Пінска-Валынскі добраахвотны батальён) — батальон, сформированный в городе Пинске во время занятия города германскими войсками в конце 1918 г. Организатором его являлся местный уроженец, капитан бывшей императорской армии А. Бохенский. На то время, батальон входил в состав армии УНР.

## История
После того как в январе 1919 немцы оставили Пинск, батальон продолжал оставаться в городе, но под нажимом частей Красной армии  и двух Полесских повстанческих коммунистических полков был вынужден отступить к Антополю. Здесь батальон соединился с наступавшими на Беларусь польскими войсками и вместе с ними 17 марта вернулся в Пинск. До конца года батальон участвовал в боях против большевиков и подавления Полесского восстания. После Полесского восстания был расформирован и интернирован польской армией.
В декабре 1919 начался переход перевод офицеров батальона в Крым. Добровольческий батальон вошел в состав ВСЮР и в январе 1920 в количестве 120 штыков прибыл в Крым, где в составе 3-го армейского корпуса генерал-майора Я. Слащёва сразу же принял участие в защите полуострова (бои в начале января 1920 г. под Новониколаевкой и 8 - 12 марта под Юшунью).
Приказом Главкома ВСЮР генерала Врангеля за № 3012 от 29 апреля того же года Пинско-Волынский батальон должен был быть расформирован. А 120 его бойцов были обращены на укомплектование 13-й пехотной дивизии 2-го армейского корпуса.

## Униформа
Личный состав Пинско-Волынского батальона носил старую походную русскую форму с кокардой царской России на околыше, но с белым польским орлом на тулье фуражки.

## Галерея
- Знамя батальона